# گرویدن اجباری مسلمانان در اسپانیا

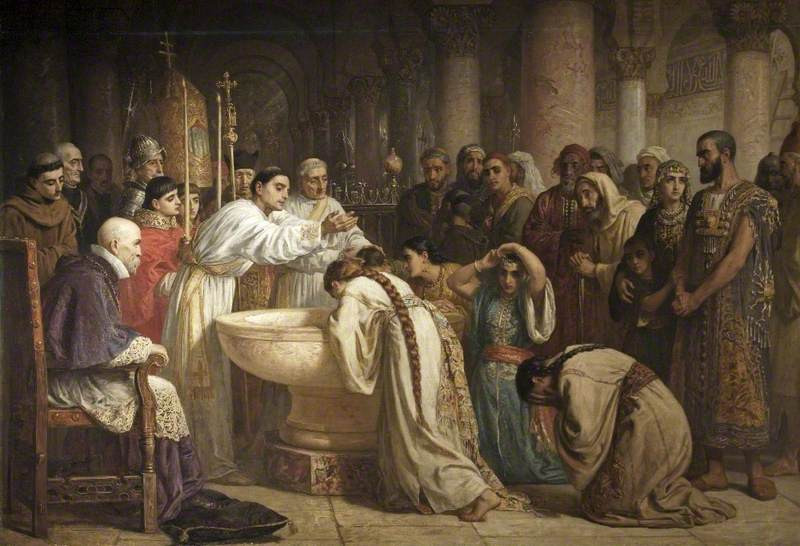
موروهای تازه به دین وارد شدهٔ اسقف اعظم خیمنز، گرانادا، ۱۵۰۰ توسط ادوین لانگ (۱۸۲۹–۱۸۹۱)، که یک غسل تعمید دسته جمعی مسلمانان را به تصویر می‌کشد.

گرویدن اجباری مسلمانان در اسپانیا (انگلیسی: Forced conversions of Muslims in Spain) از طریق مجموعه‌ای از فرمان‌های غیرقانونی اسلام در سرزمین‌های امپراتوری اسپانیا به تصویب رسید. این آزار و شکنجه توسط سه پادشاهی اسپانیایی در اوایل قرن شانزدهم دنبال شد: تاج کاستیا در ۱۵۰۰–۱۵۰۲، به دنبال پادشاهی ناوار در ۱۵۱۵–۱۵۱۶، و در نهایت تاج آراگون در ۱۵۲۳–۱۵۲۶.
پس از اینکه پادشاهی‌های مسیحی در ۲ ژانویه ۱۴۹۲ بازپس‌گیری اندلس را به پایان رساندند، جمعیت مسلمانان بین ۵۰۰۰۰۰ تا ۶۰۰۰۰۰ نفر بود. در این زمان، مسلمانانی که تحت حکومت مسیحیت زندگی می‌کردند، وضعیت «مدجن» را دریافت کردند، که از نظر قانونی اجازه اجرای آشکار اسلام را می‌داد. مدجن‌ها از مسلمانان مراکشی تباران اسپانیایی بودند که پس از یورش مسیحیان به اندلس، آنجا را ترک نکرده تحت سلطه آنان به زندگی خویش در اسپانیا ادامه دادند. برخلاف موریسکوها که مسلمانان مسیحی شده بودند، مدجن‌ها با وجود ادامه اقامت در اسپانیا به مسیحیت نگرویدند.
در سال ۱۴۹۹، اسقف اعظم تولدو، کاردینال فرانسیسکو خیمنز دی سیسنروس کارزاری را در شهر گرانادا آغاز کرد تا پیروی مذهبی به مسیحیت را با شکنجه و زندان وادار کند. این باعث نخستین شورش مسلمانان شد. این شورش در نهایت سرکوب شد و سپس برای توجیه لغو حمایت‌های قانونی و معاهده مسلمانان مورد استفاده قرار گرفت. تلاش‌ها برای تغییر دین دو برابر شد و تا سال ۱۵۰۱، رسماً هیچ مسلمانی در گرانادا باقی نماند. ایزابل یکم که از موفقیت در گرانادا تشویق شد، فرمانی را در سال ۱۵۰۲ صادر کرد که اسلام را برای تمام تاج کاستیا ممنوع کرد.
با فتح ناوارای ایبری توسط اسپانیا در سال ۱۵۱۵، مسلمانان بیشتری همچنان مجبور به رعایت اعتقادات مسیحی تحت فرمان کاستیلیان بودند. آخرین قلمروی که تغییر دین را تحمیل کرد، تاج آراگون بود، که پادشاهان آن قبلاً ملزم به تضمین آزادی دین برای مسلمانانش تحت سوگندهایی بودند که در تاجگذاری آنها گنجانده شده بود. در اوایل دهه ۱۵۲۰، یک قیام ضد اسلام معروف به شورش برادری روی داد و مسلمانان در مناطق شورشی مجبور به تغییر مذهب شدند. هنگامی که نیروهای سلطنتی آراگون، با کمک مسلمانان، شورش را سرکوب کردند، پادشاه چارلز یکم (که بیشتر به عنوان چارلز پنجم امپراتوری مقدس روم شناخته می‌شود) حکم داد که این تبدیل‌های اجباری معتبر هستند؛ بنابراین، «نوکیشان» اکنون رسماً مسیحی بودند. این امر نوکیشان را تحت قلمروی قدرت تفتیش عقاید اسپانیایی قرار داد. سرانجام، در سال ۱۵۲۴، چارلز از پاپ کلمنت هفتم درخواست کرد که پادشاه را از سوگندش مبنی بر حفاظت از آزادی مذهب مسلمانان آزاد کند. این به او این اختیار را داد که رسماً علیه جمعیت باقیمانده مسلمان عمل کند. در اواخر ۱۵۲۵، او فرمان رسمی تغییر دین را صادر کرد: اسلام دیگر رسماً در سراسر اسپانیا وجود نداشت.
در حالی که پیروی از مسیحیت در ملاء عام توسط فرامین سلطنتی الزامی بود و توسط تفتیش عقاید اسپانیا اجرا می‌شد، شواهد نشان می‌داد که اکثر کسانی که به زور از دین اسلام به مسیحیت گرویده بودند (معروف به «موریسکو») مخفیانه به اسلام باور داشتند. در زندگی عمومی روزمره، احکام اسلام دیگر نمی‌توانست بدون آزار و اذیت توسط تفتیش عقاید دنبال شود. در نتیجه، فتوای اوران برای اذعان به ضرورت تسهیل شریعت و نیز تشریح روش‌هایی که مسلمانان می‌بایست این کار را انجام دهند، صادر شد. این فتوا مبنایی برای اسلام رمزنگاری شد که موریسکوها تا زمان اخراج موریسکوها در سال‌های ۱۶۰۹–۱۶۱۴ اجرا می‌کردند. برخی از مسلمانان، که بسیاری در نزدیکی ساحل بودند، در پاسخ به تغییر دین مهاجرت کردند. با این حال، محدودیت‌های اعمال شده توسط مقامات برای مهاجرت به این معنی بود که خروج از اسپانیا برای بسیاری گزینه ای نبود. در برخی از مناطق، به ویژه مناطقی که دارای مناطق کوهستانی قابل دفاع بودند، شورش‌ها نیز رخ داد، اما همهٔ آنها ناموفق بودند. در نهایت، این احکام جامعه‌ای را به وجود آورد که در آن مسلمانان مؤمنی که مخفیانه از تغییر دین خودداری می‌کردند، تا زمان اخراج با مسلمانان سابق که به مسیحیان واقعی تبدیل شدند، همزیستی داشتند.